# Ghizlane Chebbak
Ghizlane Chebbak (Casablanca; 22 de agosto de 1990) es una futbolista marroquí. Juega como delantera en el FC Levante Badalona la liga F española.
jugar al fútbol en el club Difaâ Aïn Sebaa, luego se unió al Rachad Bernoussi donde pudo competir en un equipo femenino.
Se la vio patear el balón en clubes como el Wydad Casablanca, Raja Casablanca, Club Municipal de Laâyoune y en el Nassim Club Sport.

### Experiencia en Egipto
Durante la temporada 2010-2011, probó suerte en el extranjero en el club egipcio Misr El Makasa, pero no permaneció allí mucho tiempo debido a la inestabilidad política del país.

### Revelación en el FAR Rabat
Chebbak se unió al FAR Rabat en 2013, donde ganó el campeonato nacional y la Copa del Trono varias veces. Poco a poco se fue convirtiendo en una pieza central dentro del club militar y afianzándose como capitana del equipo.
En la temporada 2019-20 conquista el Campeonato de Marruecos y se corona mejor jugadora y máxima goleadora del torneo.

### Liga de Campeones de la CAF 2021
Con el Rabat participó en la Liga de Campeones de la CAF 2021, primera edición de este torneo, donde el club se posicionó en tercer lugar. Disputando todos los encuentros de esta fase final, la atacante no marcó pero firmó tres asistencias.

## Selección nacional
Chebbak ha sido convocada con frecuencia a la selección de Marruecos desde 2007.

### Dificultades en las campañas clasificatorias
La atacante ha experimentado muchas campañas clasificatorias decepcionantes con la selección. Marruecos no logra clasificarse para las etapas finales de la Copa Africana de Naciones (2010, 2012, 2014, 2016 y 2018), ni para los torneos finales de los Juegos Olímpicos (2012, 2016 y 2020).
Con su selección ganó el torneo de la UNAF organizado en Túnez en febrero de 2020.

### CAN 2022 y el nuevo recorrido de Marruecos
La capitana de la selección fue convocada por Reynald Pedros para participar en la CAN 2022 organizada en Marruecos en la que las marroquíes lograron una clasificación histórica para la Copa del Mundo, algo que no sucedía desde el nacimiento de la selección femenina.
Durante esta edición de la CAN marcó tres goles finalizando como máxima goleadora junto a Hildah Magaia y Rasheedat Ajibade, nombrada mejor jugadora del torneo y apareciendo en el equipo estelar.

## Estadísticas

### Clubes
| Club             | País      | Año             |
| ---------------- | --------- | --------------- |
| Wydad Casablanca | Marruecos | ¿?              |
| Raja Casablanca  | Marruecos | ¿?              |
| Misr Lel Makkasa | Egipto    | 2011            |
| CM de Laâyoune   | Marruecos | 2011            |
| Nassim CS        | Marruecos | 2011 - 2013     |
| FAR Rabat        | Marruecos | 2013 - presente |

## Palmarés

### Títulos nacionales
| Título              | Club      | Año  |
| ------------------- | --------- | ---- |
| Campeonato Femenino | FAR Rabat | 2013 |
| Copa del Trono      | FAR Rabat | 2013 |
| Campeonato Femenino | FAR Rabat | 2014 |
| Copa del Trono      | FAR Rabat | 2014 |
| Copa del Trono      | FAR Rabat | 2015 |
| Campeonato Femenino | FAR Rabat | 2016 |
| Copa del Trono      | FAR Rabat | 2016 |
| Campeonato Femenino | FAR Rabat | 2017 |
| Copa del Trono      | FAR Rabat | 2017 |
| Campeonato Femenino | FAR Rabat | 2018 |
| Copa del Trono      | FAR Rabat | 2018 |
| Campeonato Femenino | FAR Rabat | 2019 |
| Copa del Trono      | FAR Rabat | 2019 |
| Campeonato Femenino | FAR Rabat | 2020 |
| Copa del Trono      | FAR Rabat | 2020 |
| Campeonato Femenino | FAR Rabat | 2021 |
| Copa del Trono      | FAR Rabat | 2021 |
| Campeonato Femenino | FAR Rabat | 2022 |
| Copa del Trono      | FAR Rabat | 2022 |
| Campeonato Femenino | FAR Rabat | 2023 |

### Títulos internacionales
| Título                               | Equipo    | Sede      | Año  |
| ------------------------------------ | --------- | --------- | ---- |
| Torneo de la UNAF                    | Marruecos | Túnez     | 2020 |
| Liga de Campeones Femenina de la CAF | FAR Rabat | Marruecos | 2022 |

(*) Incluyendo la Selección

### Distinciones individuales
| Distinción                               | Año                          |
| ---------------------------------------- | ---------------------------- |
| Máxima Goleadora del Campeonato Marroquí | 2014, 2015, 2016, 2017, 2023 |
| Mejor Jugadora del Campeonato Marroquí   | 2018, 2020, 2022             |
| Mejor Jugadora de la CAN                 | 2022                         |
| Máxima Goleadora de la CAN (compartido)  | 2022                         |
| Equipo Estelar de la CAN                 | 2022                         |
| Mejor Once de la CAF                     | 2022                         |